# Attentato di Natanya
L'attentato di Natanya del 2001 fu un attentato suicida palestinese avvenuto il 4 marzo 2001 nel centro del quartiere di Natanya, in Israele. 3 persone furono uccise nell'attacco e oltre 60 rimasero ferite.

## L'attacco
Domenica 4 marzo 2001, poco prima delle 9:00 locali, un attentatore suicida palestinese che indossava una cintura esplosiva nascosta sotto i vestiti fece esplodere l'ordigno in un incrocio trafficato nel centro del quartiere di Natanya, in Israele. La forza dell'esplosione uccise tre civili e ferì oltre 60 persone.

### Vittime
- Naftali Dean, 85 anni, di Tel Mond;[2]
- Yevgenya Malchin, 70 anni, di Natanya;[3]
- Shlomit Ziv, 58 anni, di Natanya.[4]

## Responsabili
Hamas rivendicò l'attacco e dichiarò che l'attacco era stato effettuato da un palestinese di 23 anni di nome Ahmed Alyan, residente in Cisgiordania.

## Reazioni internazionali
- Israele: il primo ministro israeliano Ariel Sharon affermò: "l'attacco terroristico è molto grave e dimostra che l'Autorità Palestinese non sta prendendo le misure necessarie" ;[6]
- Palestina (Territori palestinesi): Ahmed Yassin, leader spirituale di Hamas, dichiarò che Hamas avrebbe continuato ad attaccare Israele fino a quando l'"occupazione israeliana" non sarebbe stata sradicata e dichiarò che gli israeliani "pagheranno un prezzo in base al prezzo pagato dal popolo palestinese";[1]
- Francia: i funzionari francesi condannarono l'attacco a Natanya, ma allo stesso tempo esortarono Israele a porre fine all'embargo sui territori palestinesi;[7]
- Stati Uniti: l'amministrazione Bush condannò l'attacco e chiese ad Arafat di arrestare i responsabili dell'attacco.[8]